# خودروی سال موتور ترند

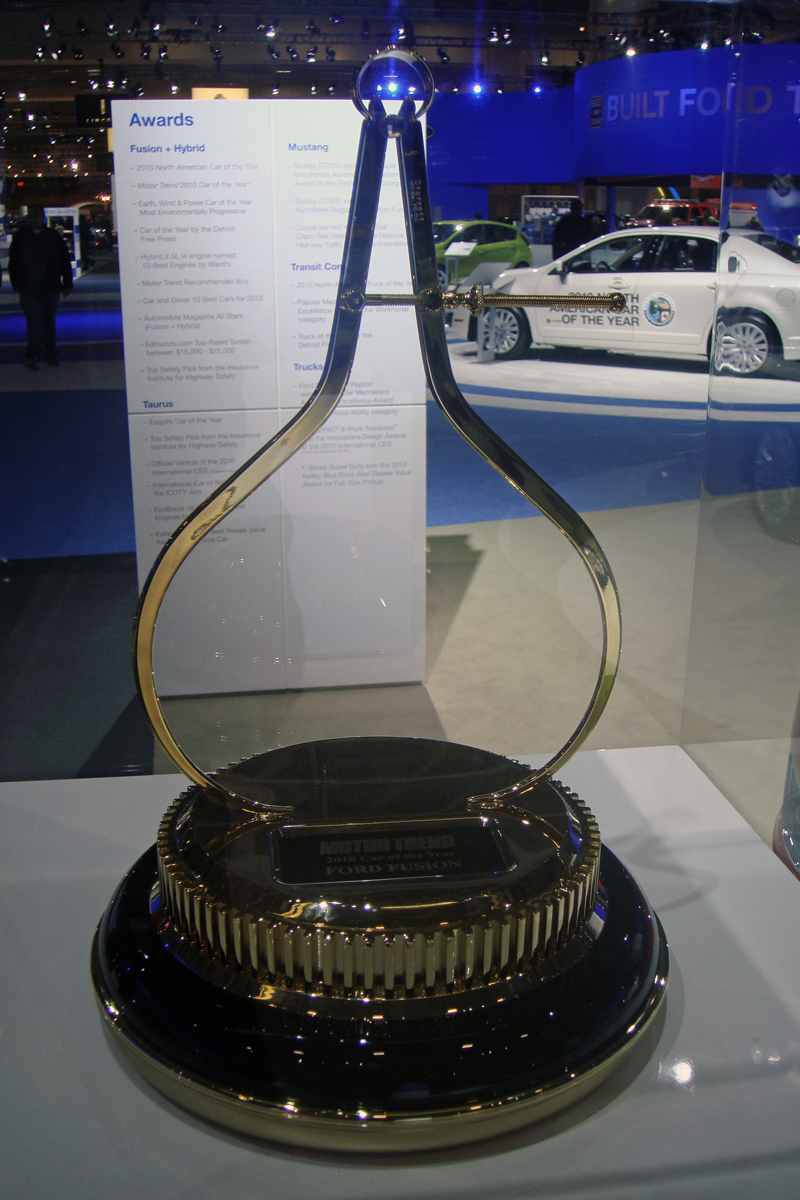
" تندیس کولیس طلایی خودروی سال موتور ترند

جایزهٔ خودروی سال موتور ترند (کاتی) (به انگلیسی: Motor Trend Car of the Year) (مخفف انگلیسی: COTY) یک جایزهٔ سالانهٔ اهدا شده از سوی مجلهٔ موتور ترند است که جهت معرفی خودروهای جدید یا خودروهایی که به‌طور قابل ملاحظه‌ای بروزرسانی شده‌اند، در یک مدل سال مشخص به آن‌ها تعلق می‌گیرد.

## پیشینه
مجلهٔ موتور ترند، که در سال ۱۹۴۹ تأسیس شد، اولین نشریه‌ای بود که به اهدای جایزهٔ خودروی سال پرداخت و اولین جایزهٔ آن در سال ۱۹۴۹ به موتور وی۸ کادیلاک تعلق گرفت.
در ابتدا به جای یک خودروی مشخص، جوایز تنها به خودروسازان و زیرمجموعه‌های آن‌ها اهدا می‌شد. فورد تاندربیرد اولین مدل خودروی مشخصی بود که این جایزه را از آن خود کرد. در سال ۱۹۷۰ فورد تورینو در حالی برندهٔ این جایزه شد که موتور ترند پورشه ۹۱۴ را به عنوان اولین برندهٔ جایزهٔ خودروی وارداتی سال معرفی کرد.
در سال ۱۹۷۲ خودروی سیتروئن اس‌ام، که به تعداد کم وارد ایالات متحده شده‌بود، برندهٔ جایزهٔ کاتی شد. در میان سال‌های ۱۹۷۶ تا ۱۹۹۹ جایزهٔ کاتی به دو دستهٔ خودروی بومی سال و خودروی وارداتی سال تقسیم شد. این دو جایزه در سال ۲۰۰۰ دوباره با یکدیگر ادغام شدند؛ زیرا دشواری در تشخیص خودروهای بومی از خودروهای وارداتی به طرز چشمگیری رو به افزایش بود.
این جایزه، جهت انتخاب وانت سال (شروع از ۱۹۷۹) و خودروی شاسی‌بلند سال (شروع از ۱۹۹۹) به صورت جداگانه از خودروی سال، گسترش یافت.
در طول زمان، نشریه‌ها و سازمان‌های دیگر نیز با الهام از جایزه خودروی سال موتور ترند، جوایز خود را پایه‌گذاری کردند. تمرکز این جوایز می‌تواند بر روی بازارهای منطقه‌ای، انواع مختلف خودرو، بخش‌های خاص بازار، یا معیارهای متفاوت دیگر باشد. از جمله این جوایز می‌توان به جایزهٔ خودروی سال اروپا که در سال ۱۹۶۴ توسط گروهی از نشریه‌های خودرویی بنیانگذاری شد، جایزهٔ خودروی سبز سال که تحت نظر هیئتی از کارشناسان خودرو و محیط‌زیست اهدا می‌شود، خودروی یدک‌کش سال که توسط اسپانسرهایی در صنعت خودرو انتخاب می‌شود، و جایزهٔ خودروی سال فلیت که توسط مدیران حمل و نقل عمومی به این دسته از خودروها اهدا می‌شود، اشاره کرد.

## تأثیرات
جایزهٔ خودروی سال موتور ترند «یکی از معتبرترین افتخاراتی است که می‌تواند در صنعت خودرو نصیب یک خودروساز شود.»
جایزهٔ اهدا شده به برنده، که در واقع تندیسی از یک کولیس است، غالباً در روند تبلیغات و بازاریابی خودروساز دریافت‌کنندهٔ جایزه نیز مورد استفاده قرار می‌گیرد. طبق گزارش‌ها، بیشتر خودروهایی که این جایزه به آن‌ها اهدا می‌شود، جهشی را در فروش خود تجربه می‌کنند.

## معیارها
خودروهایی واجد شرایط دریافت این جایزه هستند که یا «خودروی کاملاً جدید» باشند یا «به صورت اساسی بروزرسانی‌شده» باشند. از دیگر شرایط شرکت در این رقابت این است که خودرو حتماً باید حداقل در بازهٔ زمانی ۱۲ ماهه از آخرین ماه نوامبر گذشته به بازار عرضه شده باشند، و خودروهایی که بیش از ۵ سال از معرفی آن‌ها به بازار می‌گذرد، واجد شرایط دریافت این جایزه نیستند.
بررسی‌ها خودروها برای انتخاب، به صورت مقایسه‌ای صورت نمی‌پذیرد. به عنوان مثال، داوران مجلهٔ موتور ترند در سال ۲۰۱۴ پس از بحث‌های متعدد، شش معیار را برای سنجش خودروها مشخص کردند:
| معیار                       | توضیح |
| --------------------------- | --- |
| پیشرفت در طراحی             | کیفیت طراحی داخلی و خارجی، سرهم‌بندی خلاقانهٔ خودرو، انتخاب نوع مواد اولیه                                                   |
| مزایای مهندسی               | مفهوم طراحی خودرو و اجرای آن، ایده‌های هوشمندانه در سرهم‌بندی، مسائل فنی و دینامیکی، فناوری‌های مؤثر بر قیمت به نفع مصرف‌کننده |
| سودمندی                     | ردپای کربن و مصرف سوخت کم بسته به رقیب‌های خودرو                                                                            |
| ایمنی                       | فعال: کمک به راننده برای پیشگیری از تصادف ثانویه: محافظت از سرنشینان در مقابل صدمات به هنگام تصادف                         |
| ارزشمندی                    | قیمت و سطح امکانات رقابتی در مقایسه با خودروهای موجود در همان بخش از بازار                                                 |
| عملکرد در زمینه‌های تعیین‌شده | میزان خوبی عملکرد خودرو در زمینه‌های مورد نظر برنامه‌ریزان، طراحان و مهندسان سازندهٔ آن                                       |

موتور ترند تنها خودروهایی با قیمت کمتر از ۱۰۰٬۰۰۰ دلار را برای اهدای جایزهٔ خودروی سال مورد بررسی قرار می‌دهد تا از مسلط شدن خودروهای لوکس گران‌قیمت و ابرخودروها بر این رقابت جلوگیری کند.
خودروها مورد مجموعه‌ای از آزمایش‌های مختلف قرار می‌گیرند. آزمون‌های استاندارد شامل ارزیابی میزان مصرف سوخت، سنجش میزان تحمل در مقابل شتاب جانبی و سنجش شتاب و زمان‌گیری طی مسافت ۴۰۰ متر (۱⁄۴ مایل) می‌شود. همچنین ارزیابی امکانات داخلی خودرو نیز همراه با راندن خودرو در پیست توسط رانندگان دارای گواهینامهٔ باشگاه خودروهای اسپورت آمریکا و رانندگی با آن‌ها در جاده و خیابان‌های شهری در شرایط عادی جهت بررسی کیفیت رانندگی، انجام می‌گیرد. آزمایش خودروهای شاسی‌بلند و وانت‌ها، علاوه بر موارد پایه، شامل ظرفیت حمل بار و سرعت، و همچنین ارزیابی در یک مسیر بیابانی می‌باشد.

## فهرست خودروهای سال
۲۰۲۲ – لوسید ایر
۲۰۲۱ – مرسدس بنز کلاس ئی
۲۰۲۰ – شورلت کوروت استینگری
۲۰۱۹ – جنسیس جی ۷۰
۲۰۱۸ – آلفا رومئو جیولیا/جیولیا کوادروفوجلیو
۲۰۱۷ – شورلت بولت ئی‌وی
۲۰۱۶ – شورلت کامارو
۲۰۱۵ – فولکس‌واگن گلف
۲۰۱۴ – کادیلاک سی‌تی‌اس
۲۰۱۳ – تسلا مدل اس
۲۰۱۲ – فولکس‌واگن پاسات
۲۰۱۱ – شورلت ولت
۲۰۱۰ – فورد فیوژن
۲۰۰۹ – نیسان جی تی-آر
۲۰۰۸ – کادیلاک سی‌تی‌اس
۲۰۰۷ – تویوتا کمری
۲۰۰۶ – هوندا سیویک
۲۰۰۵ – کرایسلر ۳۰۰
۲۰۰۴ – تویوتا پریوس
۲۰۰۳ – اینفینیتی جی۳۵
۲۰۰۲ – فورد تاندربرد
۲۰۰۱ – کرایسلر پی‌تی کروزر
۲۰۰۰ – لینکلن ال‌اس
۱۹۹۹ – کرایسلر ۳۰۰ام
۱۹۹۸ – شورلت کوروت
۱۹۹۷ – شورلت ملیبو
۱۹۹۶ – دوج کاروان
۱۹۹۵ – کرایسلر سیروس
۱۹۹۴ – فورد موستانگ
۱۹۹۳ – فورد پروب جی‌تی
۱۹۹۲ – کادیلاک سویل
۱۹۹۱ – شورولت کاپریس کلاسیک ال‌تی‌زد
۱۹۹۰ – لینکلن تاون کار
۱۹۸۹ – فورد تاندربیرد اس‌سی
۱۹۸۸ – پونتیاک گراند پریکس
۱۹۸۷ – فورد تاندربیرد توربو کوپه
۱۹۸۶ – فورد تاروس ای‌ایکس
۱۹۸۵ – فولکس‌واگن جی‌تی‌آی (واجد شرایط به دلیل تولید در کارخانهٔ فولکس واگن در پنسیلوانیا که امروزه غیرفعال است)
۱۹۸۴ – شورولت کوروت
۱۹۸۳ – ای‌ام‌سی آلیانس/رنو آلیانس
۱۹۸۲ – شورولت کامارو زد۲۸
۱۹۸۱ – خودروهای کی کرایسلر، پلیموث رلاینت و دوج آریس
۱۹۸۰ – شورولت سایتیشن
۱۹۷۹ – بیوک ریویرا اس
۱۹۷۸ – کرایسلر، دوج اومنی و پلیموث هوریزون
۱۹۷۷ – شورولت کاپریس
۱۹۷۶ – کرایسلر، دوج آسپن و پلیموث وولار
۱۹۷۵ – شورولت مونزا ۲+۲
۱۹۷۴ – فورد موستانگ ۲
۱۹۷۳ – شورولت مونت کارلو
۱۹۷۲ – سیتروئن اس‌ام (خودروی وارداتی منتخب به عنوان خودروی سال جهانی)
۱۹۷۱ – شورولت وگا
۱۹۷۰ – فورد تورینو
۱۹۶۹ – پلیموث رود رانر
۱۹۶۸ – پونتیاک جی‌تی‌او
۱۹۶۷ – مرکوری کوگر
۱۹۶۶ – اولدزموبیل تورنادو
۱۹۶۵ – بخش ساخت پیشرانهٔ پونتیاک
۱۹۶۴ – شرکت فورد موتور
۱۹۶۳ – شرکت سهامی امریکن موتورز (ای‌ام‌سی) رامبلر (تمامی مدل‌ها: امریکن، کلاسیک و امبسادور)
۱۹۶۲ – بیوک اسپشیال
۱۹۶۱ – پونتیاک تمپست
۱۹۶۰ – شورلت کورویر
۱۹۵۹ – بخش ساخت پیشرانهٔ پونتیاک
۱۹۵۸ – فورد تاندربیرد
۱۹۵۷ – شرکت کرایسلر (تمام تولیدات: پلیموث، دوج، دسوتو، کرایسلر و ایمپریال)
۱۹۵۶ – شرکت فورد موتور
۱۹۵۵ – بخش ساخت پیشرانهٔ شورلت
۱۹۵۴ – بدون اهدای جایزه
۱۹۵۳ – بدون اهدای جایزه
۱۹۵۲ – بخش ساخت پیشرانهٔ کادیلاک
۱۹۵۱ – شرکت کرایسلر
۱۹۵۰ – بدون اهدای جایزه
۱۹۴۹ – بخش ساخت پیشرانهٔ کادیلاک

## فهرست خودروی وارداتی سال
این جایزه در سال ۱۹۷۰ معرفی و تنها در همین سال اهدا شد. پس از یک وقفهٔ ۵ ساله، با توجه به تفاوت‌های میان خودروهای وارداتی و آمریکایی، اهدای این جایزه از سر گرفته شد و تا سال ۱۹۹۹ ادامه داشت. در سال ۱۹۹۹ و با افزایش پیچیدگی در تشخیص خودروهای وارداتی و داخلی، اهدای این جایزه متوقف شد.
۱۹۹۹ – فولکس‌واگن بیتل جدید
۱۹۹۸ – لکسوس جی‌اس
۱۹۹۷ – ب‌ام‌و سری ۵
۱۹۹۶ – مرسدس-بنز کلاس-ئی
۱۹۹۵ – نیسان ماکسیما
۱۹۹۴ – هوندا آکورد
۱۹۹۳ – مزدا آرایکس-۷
۱۹۹۲ – لکسوس اس‌سی ۴۰۰
۱۹۹۱ – میتسوبیشی ۳۰۰۰جی‌تی وی‌آر۴
۱۹۹۰ – نیسان ۳۰۰زد-ایکس توربو
۱۹۸۹ – میتسوبیشی گالانت جی‌اس
۱۹۸۸ – هوندا سی‌آر-ایکس اس‌آی
۱۹۸۷ – آکیورا لجند کوپه
۱۹۸۶ – مزدا آرایکس-۷
۱۹۸۵ – تویوتا ام‌آر۲
۱۹۸۴ – هوندا سیویک سی‌آر-ایکس
۱۹۸۳ – مزدا ۶۲۶
۱۹۸۲ – تویوتا سلیکا سوپرا
۱۹۸۱ – مرسدس-بنز ۳۰۰اس‌دی توربودیزل
۱۹۸۰ – هوندا سیویک
۱۹۷۹ – داتسون ۲۸۰زدایکس
۱۹۷۸ – تویوتا سلیکا
۱۹۷۷ – مرسدس-بنز ۲۸۰ئی
۱۹۷۶ – تویوتا سلیکا لیفت‌بک
۱۹۷۱–۱۹۷۵ – بدون اهدای جایزه
۱۹۷۰ – پورشه ۹۱۴

## فهرست وانت‌های سال
۲۰۱۹ – رم ۱۵۰۰
۲۰۱۸ – فورد اف۱۵۰ / اف۱۵۰ رپتور
۲۰۱۷ – فورد سوپر دیوتی
۲۰۱۶ – شورلت کلرادو دورامکس دیزل
۲۰۱۵ – شورلت کلرادو
۲۰۱۴ – رم ۱۵۰۰ اکودیزل
۲۰۱۳ – رم ۱۵۰۰
۲۰۱۲ – فورد اف۱۵۰
۲۰۱۱ – شورلت سیلورادو هوی دیوتی
۲۰۱۰ – دوج رم هوی دیوتی
۲۰۰۹ – فورد اف۱۵۰
۲۰۰۸ – تویوتا توندرا
۲۰۰۷ – شورلت سیلورادو
۲۰۰۶ – هوندا ریج‌لاین
۲۰۰۵ – تویوتا تاکوما
۲۰۰۴ – فورد اف۱۵۰
۲۰۰۳ – دوج رم هوی دیوتی
۲۰۰۲ – شورلت آوالانچ
۲۰۰۱ – شورلت سیلورادو هوی دیوتی
۲۰۰۰ – تویوتا توندرا
۱۹۹۹ – شورلت سیلورادو
۱۹۹۸ – مرسدس-بنز ام‌ال۳۲۰
۱۹۹۷ – فورد اف۱۵۰
۱۹۹۶ – شورلت تاهو
۱۹۹۵ – شورولت بلیزر
۱۹۹۴ – دوج رم
۱۹۹۳ – جیپ گرند چروکی
۱۹۹۲ – فورد ون چتیو کلاب واگن
۱۹۹۱ – مزدا ناواجو
۱۹۹۰ – فورد آئرواستار
۱۹۸۹ – تویوتا تراک اکستراکب اس‌آر۵
۱۹۸۱ –۱۹۸۸ – بدون اهدای جایزه
۱۹۸۰ – فولکس‌واگن وناگن
۱۹۷۹ – شورولت لاو

## فهرست خودروهای شاسی‌بلند سال
۲۰۱۹ – جیپ رانگلر
۲۰۱۸ – هوندا سی‌آر-وی
۲۰۱۷ – مرسدس-بنز کلاس-جی‌ال‌سی
۲۰۱۶ – ولوو ایکس‌سی۹۰
۲۰۱۵ – هوندا سی‌آر-وی
۲۰۱۴ – سوبارو فورستر
۲۰۱۳ – مرسدس-بنز کلاس-جی‌ال (ایکس۱۶۶)
۲۰۱۲ – رنجروور ایواک
۲۰۱۱ – پورشه کاین
۲۰۱۰ – سوبارو اوتبک
۲۰۰۹ – سوبارو فورستر
۲۰۰۸ – مزدا سی‌ایکس-۹
۲۰۰۷ – مرسدس-بنز کلاس-جی‌ال (ایکس۱۶۴)
۲۰۰۶ – نیسان اکسترا
۲۰۰۵ – لندروور ال‌آر۳
۲۰۰۴ – فولکس‌واگن توارگ
۲۰۰۳ – ولوو ایکس‌سی۹۰
۲۰۰۲ – جی‌ام‌سی انووی
۲۰۰۱ – آکیورا ام‌دی‌ایکس
۲۰۰۰ – نیسان اکسترا
۱۹۹۹ – لکسوس آرایکس۳۰۰